# Li Ching
Li Ching, född 7 mars 1975 i Doumen, Kina, är en idrottare från Hongkong som tog OS-silver i herrdubbel i bordtennis 2004 i Aten tillsammans med Ko Lai Chak.

## Meriter

### Olympiska meriter

#### Olympiska sommarspelen 2008
| Idrottare    | Gren   | Grundomgång          | Omgång 1             | Omgång 2             | Omgång 3                    | Omgång 4                | Kvartsfinal          | Semifinal            | Final                |
| Idrottare    | Gren   | Motståndare Resultat | Motståndare Resultat | Motståndare Resultat | Motståndare Resultat        | Motståndare Resultat    | Motståndare Resultat | Motståndare Resultat | Motståndare Resultat |
| ------------ | ------ | -------------------- | -------------------- | -------------------- | --------------------------- | ----------------------- | -------------------- | -------------------- | -------------------- |
| (8) Li Ching | Singel |                      |                      |                      | Jang Song Man (PRK) W 4 - 1 | Tan Ruiwu (CRO) L 2 - 4 | Gick inte vidare     | Gick inte vidare     | Gick inte vidare     |